# Клифтън
 Тази статия е за града в Аризона.  За града в Айдахо вижте Клифтън (Айдахо).  
Клифтън (на английски: Clifton) е град в окръг Грийнли, щата Аризона, САЩ. Клифтън е с население от 2324 жители (2007) и обща площ от 38,8 km². Намира се на 1060 m надморска височина. ЗИП кодът му е 85533, а телефонният му код е 928.